# Saltdalsfjorden
Saltdalsfjorden er en fjordarm af Skjerstadfjorden i Saltdal kommune i Nordland fylke i Norge. Fjorden strækker sig 11 kilometer mod syd til Rognan i bunden af fjorden.
Fjorden har indløb mellem Hjelbuneset i vest og Langurodden i øst. Bygden Setså ligger på østsiden af fjorden lidt inde i fjorden. På vestsiden ligger bebyggelsen Vik inderst i bugten som bliver dannet af Tangodden som stikker nordover i fjorden. Rognan ligger inderst i fjorden og her munder også Saltelven ud. Vest for mundingen ligger Soksenvika og bebyggelsen  Botn.
Europavej 6 går langs hele østsiden af fjorden, mens Fv515 ligger på vestsiden.